# Terellia blanda
Terellia blanda
 es una especie de insecto del género Terellia de la familia Tephritidae del orden Diptera. 
Richter la describió científicamente por primera vez en el año 1975.